# 口笛 (朝鮮歌謡)
「口笛」（くちぶえ、朝: 휘파람）は、朝鮮民主主義人民共和国（北朝鮮）の歌謡曲。

## 概説
作詞は趙基天（チョ・キチョン）、作曲は李鍾旿（リ・ジョンオ）。
1990年に発表された大衆歌謡であり、「北朝鮮初のラブソング」の異名が（日本では）在る。
原本となった詞（詩）は1947年に発表されている。確認可能な初出は北朝鮮文学芸術総同盟機関誌『文学芸術』第2号（1947年12月）であり、同号に掲載された趙基天の作品4篇のうちの１つが本作「口笛」の詩作である。当初は “歌詞” との体裁で発表されたものではなかった。
作曲の李鍾旿は普天堡電子楽団の団長である。本作は同楽団の歌手・全惠英（チョン・ヘヨン）が歌唱した。韓国の女性歌手キル・ジョンファが本作をカバー、アルバムも発表している。
歌詞の大意は「女性に恋心を感じた男性が、女性の家の前で口笛を吹く」という内容であり、北朝鮮のプロパガンダを含まない作品である。尚、この曲には日本語版もあるが訳詞者は不明である（芹洋子が1992年にアルバム「アジアからの風」中でこの訳詞版でカバー）。

## 備考
JASRACに於いては2018年現在、外国作品／出典：SP (出版実績)   ／作品コード 0G6-1581-7 HWI PA RAMとして登録。
作詞：趙基天、作曲：李鍾旿であるが、JASRACデータベース上では作詞作曲：“識別不明” となっており、正式な分担が反映されていない。
趙基天の死が1951年であるため、日本に於ける作詞の著作権保護期間は満了を迎えている（北朝鮮、日本共に死後50年まで）。
PD状態（信託状況：消滅）で登録されているが、2018年現在「状況の詳細が未確定」とされており使用には注意が必要である。